# Barnabe Rich
Barnabe Rich (auch Barnabe Riche, * um 1540; † 1617 in Irland) war ein englischer Schriftsteller.

## Leben
Rich war lange Zeit Berufssoldat (1562 bis 1574) und begann mit dem Schreiben, während er noch als Spion im Dienste der Krone in Irland tätig war, wo er auch starb. Rich schrieb Romanzen, in denen er den gezierten Prosastil von John Lyly nachahmte. Sein bekanntestes Werk ist „His Farewell to Militarie Profession“ (1581), eine Sammlung von acht Geschichten, von denen eine William Shakespeare als Quelle für das „Was ihr wollt“ diente. Er schrieb daneben Berichte über Irland, Kommentare zu Umgangsformen, Flugschriften und Übersetzungen.